# Titus Maccius Plautus
Titus Maccius Plautus (Sarsina, 251 v.Chr. – Rome, 184 v.Chr.) was een Latijns blijspeldichter.
Het gebied van de komedie kent twee belangrijke Romeinse vertegenwoordigers, Plautus en Terentius. Plautus staat bekend om zijn krachtige, humoristische en levendige, origineel Latijnse stijl.

## Biografie
Titus Maccius Plautus werd geboren te Sarsina in Umbrië en is gestorven in 184 v.Chr.. De precieze datum van sterven kent men echter niet. Uit een bericht van Cicero (Cato Maior 50) blijkt dat de komedie Pseudolus van Plautus uitgevoerd werd toen hijzelf een oud man was. Aangezien een leeftijd van zestig volgens Romeinse termen gezien wordt als oude leeftijd, wordt zijn geboortejaar geschat tussen 250 v.Chr. - 255 v.Chr.. Uit enkele andere bronnen kan men opmaken dat Plautus heeft geleefd van 251 v.Chr. tot 184 v.Chr..
Nadat Plautus zijn geboorteplaats Sarsina had verlaten, ging hij aan de slag als theaterknecht in Rome. Hij deed ervaring op in operis artificium scaenicorum. Op die manier leerde hij de voorliefde en de verlangens van het theaterpubliek kennen, en deed hij tezelfdertijd ook de nodige toneelervaring op. Als auteur vermeed Plautus de verwikkelingen van de politiek. Aanvankelijk was hij zowel auteur als acteur en producer, en hij vergaarde op die manier een klein vermogen.
Volgens de overlevering verloor hij echter zijn spaargeld met de handel op zee, waardoor hij werd gedwongen terug te keren naar Rome en voor een bakker te gaan werken in een molen. In deze tijd schreef hij drie komedies, die zo gunstig ontvangen werden dat hij zich sedertdien geheel aan het schrijven van blijspelen kon wijden. Blijspelen zijn grappige en vrolijke toneelspelen. De data van deze werken zijn onbekend, maar ze liggen waarschijnlijk tussen de laatste jaren van de Tweede Punische Oorlog (218 - 201 v.Chr.) en het einde van Plautus’ leven.

#### Naam
De naam van de dichter, Titus Maccius Plautus, is niet helemaal zeker. Meestal wordt er naar hem verwezen als Plautus. Plautus komt van de bijnaam Plotus, wat “platvoet” of “grootoor” betekent. Dit deel is in ieder geval zeker.
Uit historische overwegingen blijkt dat de tria nomina - praenomen (voornaam - Titus), nomen gentile (familienaam - Maccius) en cognomen (bijnaam - Plautus) - alleen toebedeeld worden aan mensen met Romeins burgerschap. Het is niet duidelijk of Plautus dit burgerschap ooit gehad heeft.
Plautus grafschrift:
```
   postquam est mortem aptus Plautus, Comoedia luget,
   scaena est deserta, dein Risus, Ludus Iocusque
   et Numeri innumeri simul omnes conlacrimarunt.
```

```
   Sinds Plautus dood is, rouwt de komedie,
   Leeg is het toneel; gevolgd door het gelach, gegrap en goede verstand,
   En alle melodieën wenen insgelijks.
```

## Werken
Het genre dat Plautus beoefende wordt ‘fabula palliata' genoemd: Toneel in Griekse kostuums. Daarbij gaat het om vrije vertalingen of bewerkingen van Griekse komedies, met name die van de Atheense dichter Menander. Omdat vele stukken van de oude schrijvers verloren zijn, is niet duidelijk wat Plautus precies heeft overgenomen en wat niet. Wel wordt aangenomen dat hij twee stukken in elkaar heeft geschoven en dat hij karakters zelf bij de oorspronkelijke karakters heeft verzonnen. Dit verbeteren van stukken wordt ook wel aemulatio genoemd. Plautus volgde hierbij Griekse voorbeelden: de intrige werd, naar wij uit de prologen weten in grote trekken aan stukken van de Griekse Nieuwe Komedie ontleend. Maar de dichter bewerkte ze op een geheel eigen wijze: hij wil de massa aanspreken en het publiek amuseren door een populaire schrijftrant en een – dikwijls nogal grove – humor.
Naar de schrijftaal wordt eigenlijk niet gekeken. Waar de stukken vandaan komen en of de informatie in de stukken klopt maakt niet uit. Als de toneelstukken maar werken op het podium. Dan zijn zijn werken geslaagd.
Plautus herschikt de Griekse toneelstukken en hij verhoogt de hoeveelheid zang in deze stukken. In overige stukken gebruikte Plautus muziek erg vrij. Ook speelt de slaaf een centrale rol in de spelen van Plautus. Vaak is de slaaf de oplosser van alle problemen die zich voordoen in het verhaal.  Deze verhalen werden vaak op grote festivals voorgedragen, zoals The Ludi Romani, Plebei en Apollinares.
Plautus werk is van belang, want hij was de oudste Latijnse auteur wiens werk volledig is overgeleverd, samen met Terentius; in de oudheid waren er 130 stukken onder zijn naam in omloop (een duidelijke aanwijzing voor zijn populariteit), waarvan Varro er 21 als echt beschouwde. Plautus' talent manifesteert zich in de humor die hij in zijn stukken weet te brengen, en in zijn creativiteit. Hierdoor is hij erg populair geworden, en zijn veel van zijn werken herschreven door anderen.
Wanneer je Plautus' stukken op chronologische volgorde zet zie je een zekere ontwikkeling terug. Zijn eerste stukken zijn vaak een aaneenschakeling van vermakelijke scènes, zijn latere stukken hebben wat meer samenhang. Dit kan komen doordat in Rome de eisen aan de kunst geleidelijk steeds hoger werden. Dit hangt samen met de groeiende Griekse invloed na de Tweede Punische oorlog. 
Pas aan het eind van de tweede eeuw v. Chr. Kwamen liefhebbers op het idee de stukken te verzamelen en te bestuderen. We kunnen er dus nooit zeker van zijn dat de ons overgeleverde teksten in hun huidige vorm de schrijftafel van Plautus hebben verlaten. 
Horatius verwijt Plautus dat er een gebrek aan samenhang is in zijn stukken. Varro bewonderde Plautus daarentegen juist om zijn werken. De werken van Plautus hebben dan ook later veel invloed gehad.
Tegen het midden van de tweede eeuw begon de ‘editorial activity’. Dit was een erg belangrijke ontwikkeling voor de teksten van Plautus. Echte edities van Plautus werken zijn in deze tijd gemaakt, geïnspireerd door de Alexandrijnse filologie. De effecten van de editorial activity zijn terug te zien in de werken van Plautus. De komedies zijn ingericht met ‘didaskalia’, ook wel de productie gegevens genoemd, en met lijsten waar de karakters in beschreven worden.

#### Plautus' schrijfstijl
Plautus schreef spelen met een soort structuur, die anders was dan de Griekse tragedies en komedies voorheen waren. Het meest opmerkelijke aan zijn toneelstukken is dat de stukken spelen in Athene, de personages Griekse namen hebben, maar de taal Latijn is.
Het gaat Plautus op de eerste plaats om toneeleffect, niet om literair effect. Ook heeft hij geen politieke betrokkenheid of maatschappijkritiek. Voor zijn komedies heeft hij Attische (Griekse) komedies als voorbeeld gebruikt, maar die heeft hij zeer vrij weergegeven en met vele wijzigingen. Door het meesterlijk gebruik van de Latijnse volkstaal, het transponeren van de handeling naar Romeinse toestanden, het invoegen van liederen en het samenvoegen van stukken uit verschillende komedies, wist hij de stukken tot originele scheppingen te maken, die knap in elkaar zitten.
In zijn stukken verwerkte hij de elegante Atheense sfeer. Hij streefde ernaar om ook in details het gegeven voor het publiek begrijpelijk te houden. Zo werd de Attische (Griekse) bekoorlijkheid, Italische kracht. Dit heeft wel gevolgen voor de bouw en leverde vergroving voor de karaktertekening.
De Griekse originelen volgt Plautus niet exact op. De Romeinse inslag is bij hem veel groter. Dit ziet men terug in de klankmiddelen van de taal die hij toepast, in de echt-Romeinse alliteraties waarmee hij zijn stukken kruidt, en in de beschrijving van het Romeinse leven en van de traditionele gebruiken. Hier wemelt het van de originele vondsten en echte volkshumor, maar daarnaast schrikt hij niet terug voor grove scherts. Plautus zelfstandige scheppingskracht blijkt ook uit de Cantica, dit zijn liederen die door fluitmuziek begeleid worden. Deze gevarieerde lyrische metra kwamen in de Nieuwe Komedie niet voor. Romeinse en Griekse invloeden zie je ook terug in het woordgebruik. De woordkeus van Plautus is herkenbaar, niet alleen door de vele Latijnse woorden, maar ook door een hoog aantal Griekse of half-Griekse woorden. Het bleek dat Plautus even intiem was met de Griekse als de Latijnse taal. Hij gebruikte de twee talen dan ook vaak door elkaar heen.
Opvallend is dat Plautus de strenge Romeinse normen en waarden belachelijk maakt: slaven winnen het vaak van meesters, zoons draaien hun vaders een poot uit, geld wordt onbekommerd over de balk gesmeten, en wordt vaak overspel gepleegd. Deze tijdelijke omkering van de moraal in een toneelstuk diende goed als uitlaatklep, die uiteindelijk natuurlijk normbevestigend werkte.
Ook wilde hij graag de details begrijpelijk houden voor het publiek, maar dit ging dikwijls ten koste van de bouw en er ontstond een vergroving in de karaktertekening. Tevens zien we Plautus originaliteit terug in de metrische vormen, de liederen en de stijl.
In zijn stukken toont Plautus zich een groot taalkunstenaar, zowel door zijn woordkeus en beeldend vermogen als door zijn zuiver gevoel voor de mogelijkheden tot afwisseling en expressiviteit. Zijn taal zit vol neologismen, in het bijzonder vele door hem zelf gevormde komische composita. Plautus werkt ontzettend veel met alliteraties in zijn gedichten. Een opvallend element in zijn taalgebruik is voorts de aanwezigheid van een groot aantal graecismen (griekse leenwoorden). Aan de opmerking van de leermeester van Varro (Aelius Stilo) is te merken dat hij veel bewondering voor Plautus heeft:  'Als de Muzen latijn hadden willen spreken, zouden ze dat gedaan hebben in de taal van Plautus'.

#### Plautus' succes
In de wereld van het theater was er niemand die de werken van Plautus niet kende.
Tijdens de Romeinse republiek circuleerden zijn werken als scripts, en werden vaak uitgevoerd. Zijn naam werd vaak gebruikt om werken, die rond deze tijd gemaakt werden, aan te duiden. Zijn naam omvatte immers een soort genre. Wie Plautus naam gebruikte bij zijn werken, had meer kans op succes. Varro heeft in deze tijd 21 toneelstukken uit de 130 toneelstukken gekozen die nu de basis vormen van de toneelstukken van Plautus. In de vierde eeuw zijn de stukken op alfabetische volgorde gezet.
In de middeleeuwen werden alleen de eerste acht stukken van Plautus gelezen (Amphitruo t/m Epidicus). De andere twaalf waren vrijwel onbekend rond deze tijd. De stukken van Terentius werden in Italië veel meer gelezen dan de stukken van Plautus. Ondanks dat, werd Terentius nooit een Middeleeuwse school auteur.
Ook tijdens de Renaissance was Plautus erg geliefd. Hij was toen een van de meest invloed rijke  Latijnse schrijvers. Dit in tegenstelling tot de Middeleeuwen, waar hij altijd achterbleef op Terentius. Zijn werken werden nog steeds niet toegalaten in het klaslokaal, vanwege zijn taalgebruik, stijl en metrum. Dit zou de jongeren corrupt maken.
In 1486 werd voor het eerst een toneelstuk van hem vertaald en opgevoerd in het theater, Menaechmi. Vanaf die tijd verspreidde de Renaissance zijn toneelstukken vanuit Italië, naar Engeland, Portugal en Frankrijk.
In de moderne tijd schommelde het succes van Plautus. In de zeventiende eeuw verzoende men zich niet met de neoklassieke stijl van Plautus. Maar in de Achttiende eeuw werden zijn werken ‘herontdekt’. Zijn werken werden opnieuw vertaald en gelezen. Ook beïnvloedde zijn werken die van de bekende auteurs Goldoni en Da Ponte. 
Hij is en blijft de bekende Latijnse schrijver, waarvan de meeste toneelstukken zijn opgevoerd. 
Richard Lester’s film “A Funny Thing Happened on the Way to the Forum” is gebaseerd op de succesvolle Broadway Musical en laat zien dat Plautus nog steeds een beroep kan doen op miljoenen mensen.

#### Plautus' werken samengevat
Plautus heeft zijn werken waarschijnlijk allemaal geschreven tussen de laatste jaren van de tweede Punische Oorlog en zijn dood. De chronologie van zijn werken is deels onbekend, waardoor ze gewoonlijk in alfabetische volgorde worden gegeven.  
1. Amphitruo: De Amphitruo is genoemd naar een Thebaans veldheer van die naam uit de sagenwereld. Deze moet een veldtocht ondernemen, waardoor hij zijn vrouw moet achterlaten. Jupiter begeeft zich in Amphitruo’s gedaante naar de aarde om haar te bezoeken. Zijn begeleider Mercurius heeft de gedaante van Sosia, een dienaar van Amphitruo, aangenomen. Als de ware Amphitruo en Sosia terugkomen, ontwikkelt zich een spel van vergissingen. Amphitruo is een combinatie van tragedie en komedie.[5]
2. Asinaria: (Ezelskomedie) Een jonge man bedenkt een plan om zijn geliefde vrij te kopen, met behulp van een slimme slaaf en zijn vader. Dat lukt, maar dan verschijnt er ook nog een rivaal.
3. Aulularia: De vrek Aulularia heeft een pot met goudstukken gevonden, die hij verstopt. Door de vrees deze kwijt te raken leeft hij voortdurend in angst. Het stuk heeft zijn naam te danken aan een pot (aula, olla).
4. Bacchides (naar Menander): (De gezusters Bacchis) Twee jongelui vinden hun vaders als mederivalen bij het dingen naar de gunst van de tweelingzusters Bacchis. Dit heeft verschillende verwikkelingen en intriges ten gevolge.
5. Captivi (naar Diphilus): In de Captivi (‘De krijgsgevangenen’) vernemen wij dat een zekere Hegio zijn beide zoons verloren heeft. Een van hen was lang geleden geroofd door een weggelopen slaaf, die het kind verkocht had; de andere was korte tijd tevoren door bewoners van het gebied Elis gevangengenomen. De vader hoopt deze laatste zoon tegen een andere slaaf te kunnen ruilen. Om deze transactie tot stand te brengen weet hij een aanzienlijk krijgsgevangene met diens slaaf te kopen. De slaaf wordt naar Elis gestuurd om over de uitwisseling te onderhandelen. Er blijkt echter heimelijk een verwisseling met zijn  heer Philocrates te hebben plaatsgehad, zodat deze in plaats van zijn slaaf vertrokken is. Alles wendt zich echter ten goede. Phliocrates brengt niet alleen Hegio’s krijgsgevangen zoon, maar ook de vroeger gevluchte slaaf mee, die bekent dat Philodcrates’ slaaf de zoon van Hegio is. Zo heeft Hegio onverwacht zijn beide zoons weer terug. Dit is een stuk zonder vrouwenrollen en overspel. De parasiet Egasilis zorgt als enige voor een humoristisch tegenwicht.
6. Casina: Een oude man en zijn zoon willen allebei met een dezelfde vrouw, Casina, trouwen, een vondeling die zij in huis hebben. Maar de vader wordt misleid en vindt een man in zijn bed in plaats van Casina. Uiteindelijk komen ze erachter dat Casina eigenlijk een vrij persoon is en mag de zoon met haar trouwen.
7. Cistellaria (naar Menander): (Het kistje) Een jongeman wil met een meisje trouwen, maar zij is niet van goede afkomst. Zijn vader heeft juist een meisje voor hem uitgezocht, dat wel van goede afkomst is. Maar echte liefde overwint alles.
8. Curculio: (De korenworm) Curcilio is de “parasiet” van een jonge man die verliefd is op een prostituee. Om hem te helpen misleid Curcilio de pooier en een soldaat die haar wilde kopen. Later ontdekken ze dat ze eigenlijk een vrij persoon is en mag daardoor met de jonge man trouwen.
9. Epidicus: De jonge meester van de slaaf Epidicus wordt verliefd op twee verschillende meisjes, wat veel moeilijkheden veroorzaakt. Maar dan blijkt een van de meisjes zijn zus te zijn, waardoor er maar een overblijft en alles goed komt.
10. Menaechmi: De twee tweelingbroers Menaechmus worden voortdurend met elkaar verwisseld, waardoor er veel verwarring ontstaat. Later is dit toneelstuk door Shakespeare nagevolgd in zijn Comedy of Errors. Een heel groot deel van dit stuk bestaat uit zang.
11. Mercator (naar Philemon): (De koopman) Een vader en zijn zoon zijn allebei verliefd op hetzelfde meisje. Dit veroorzaakt een lange strijd waarin de jonge man zijn vader verslaat, en zo het meisje wint.
12. Miles Gloriosus: (De snoevende kapitein) De Miles gloriosus, een van de beste stukken van Plautus (‘De snoevende kapitein’), is naar een militair genoemd die onophoudelijk bluft en pocht en die bovendien in de mening verkeert dat alle meisjes verliefd op hem zijn. Als hij het meisje van de Athener Pleusicles ontvoerd heeft, neemt deze zijn intrek bij een vriend die toevallig naast het huis woont waar de centurio verblijft, met de bedoeling haar uit de handen van de kapitein te bevrijden. Deze vriend geeft hiertoe een meisje, dat op de hoogte is van het plan, uit voor zijn vrouw. Ze bericht aan de centurio dat ze hem gaarne wil spreken omdat ze hevig verliefd op hem is. Ze zegt dat ze zich reeds heeft laten scheiden. Nu de zaken zo staan, wil de kapitein het ontvoerde meisje graag kwijt en hij geeft het mee aan de vermomde Pleusicles die het uit naam van haar moeder komt halen. Als hij zich daarop naar het huis van zijn bewonderaarster begeeft, wordt hij door de slaven die hem opwachten op een pak slaag onthaald.
13. Mostellaria (naar Diphilus): In de Mostellaria (‘Het spookhuis’) vernemen wij dat een jongeman van een reis van zijn vader geprofiteerd heeft om de bloemetjes eens buiten te zetten samen met een vriend en een paar meisjes. Als de vader plotseling naar huis terugkeert, is Leiden in last, maar een slaaf weet een oplossing: hij heeft snel het huis gesloten en vertelt dat het verlaten is, omdat het er spookt. Vandaar de naam van het stuk.
14. Persa: (De pers) Een slaaf is verliefd op een meisje, en samen met een andere slaaf doet hij zich voor als iemand anders. Zo weten ze het meisje te krijgen.
15. Poenulus: De oude Carthager Hanno vindt zijn geroofde dochters terug, die in handen waren gevallen van een koppelaar. Het stuk bevat regels in het Punisch. Het is van belang voor de kennis van die taal omdat – anders dan in bewaarde inscripties – klinkers zijn genoteerd.
16. Pseudolus: De slaaf Pseudolus weet op handige wijze de slavenkoopman Ballio om de tuin te leiden om zo het meisje waar zijn meester verliefd op in handen te krijgen.
17. Rudens:De Rudens (‘Het kabeltouw’) ontleent zijn naam aan het touw waarmee een kistje uit het water gehaald wordt waarin zich herkenningstekenen van de dochter van Daemones bevinden, die op zeer jeugdige leeftijd geroofd en aan een slavenhandelaar verkocht is. Als een zekere Plesippides op haar verliefd geworden is, wil de slavenhandelaar het meisje op een slavenmarkt verkopen. Op weg daarheen lijdt men schipbreuk, waarbij echter zowel het meisje als de slavenhandelaar gered worden. Ze bevinden zich nu toevallig vlak bij het landgoed van Daemones, waar ook Plesippides verblijft, die met opzet tevoren door de slavenhandelaar daarheen gestuurd was. Daemones en Plesippides weten samen het meisje uit de handen van de slavenhandelaar te redden. Daarop volgt ook de episode van de herkenning.
18. Stichus: Een man heeft twee dochters die getrouwd zijn met twee mannen, die op handelsreis zijn, maar hij wil hen dwingen te scheiden. Dat wordt voorkomen door de terugkomst van de mannen.
19. Trinummus (naar Philemon): Ook de Trinummus (‘Het driestuiverstuk’) behoort tot de bekendste komedies  van Plautus. Charmides vertrouwt, als hij op reis gaat, zijn zoon en dochter, alsmede zijn huis met een daarin verborgen schat, toe aan zijn vriend Callicles. De zoon van Charmides leidt in de tussentijd echter een al te vrolijk leventje en wil tijdens afwezigheid van Callicles het huis van zijn vader uit geldgebrek verkopen. Deze laatste ziet zich nu wel gedwongen zelf het huis te kopen om de schat voor zijn vriend te redden. Als verder de dochter van Charmides ten huwelijk gevraagd wordt, wil Callicles een deel van de verborgen schat afnemen als bruidsschat voor het meisje. Voor de luttele som van drie stuivers huurt hij iemand die zal voorgeven de bruidsschat uit naam van de vader over te brengen. Dan komt plotseling Charmides zelf thuis en na het ontwarren van de nodige knopen komt alles weer in het reine.
20. Truculentus: (Knorrepot) Phronesium kent veel truckjes, waarmee ze haar drie minnaars vaak gebruikt en om de tuin leidt.
21. Het laatste werk, Vidularia (Kofferverhaal), is grotendeels verloren gegaan. Er is maar één handschrift van overgeleverd, en daar is  aan het einde van de Middeleeuwen een Latijnse bijbeltekst overheen geschreven. Om de originele tekst tevoorschijn te halen is onprofessioneel gebruik gemaakt van chemicaliën, waardoor grote stukken totaal vernietigd zijn. Gelukkig kon met de achtergebleven stukken de plot nog achterhaald worden. De jongen Nicodemus lijdt schipbreuk, samen met de visser Gorgines.

De stukken van Plautus hebben vrijwel altijd drie onderwerpen: liefde intriges, de strijd die een karakter voert om snode plannen uit te voeren en homoseksuele jongeren en slaven die hun voogden/ meesters verschalken.

## Het opvoeren van de toneelstukken
Het meest opmerkelijke uit de tijd dat er vroeger nog geen echte permanente theaters waren. Het eerste echte theater werd gebouwd in Pompeii. Voor die tijd werden toneelstukken opgevoerd op houten verplaatsbare podia, met een houten achtergrond. Later maakte het theater wel ontwikkelingen door. Zo werd de achtergrond mooi gemaakt en kwamen er vaste plaatsen waar men toneelstukken opvoerde. De zakelijk leider voerde onderhandelingen met de aediles. Dit zijn de wethouders die ervoor zorgde dat de festivals georganiseerd werden. Als er bijvoorbeeld was afgesproken dat er toneelvoorstellingen plaats zouden vinden bij de Ludi Megalenses, een aan de moedergodin gewijd festival dat zich plaatsvond in april, dan wees de wethouder een terrein aan waar de producent van het theater het podium mocht bouwen.
In de tijd van Plautus werden al professionele acteurs gebruikt, veelal slaven, maar niet allemaal. De toneelstukken werden opgevoerd op verschillende grote festivals, feesten ter ere van god/goden, begrafenissen van belangrijke mensen en andere speciale gelegenheden.
Het overgrote deel van de toneelstukken die Plautus heeft geschreven, heeft hij in de laatste tien jaar van zijn leven geschreven. Deze scripts heeft hij aan zijn toneelspelers gegeven, maar deze zijn tijdens zijn leven niet gepubliceerd. Na de dood van Plautus zijn deze stukken gepubliceerd. Plautus had meer baat bij het onmiddellijke succes, dan bij de literaire verwerkingen van zijn stukken. Hier was overigens ook het meeste commentaar op.
Volgens Plautus had zijn proloog drie doelen. Het stil zijn zodat men het toneelstuk goed kan horen, het uitleggen van het toneelstuk en de opstelling van het podium. Ten slotte voor een goed humeur zorgen bij een ieder in het publiek.

## Karakterfiguren
Plautus heeft zijn eigen typerende karakterfiguren verzonnen. De kritiek richt zich hierbij op de voorspelbaarheid van de personages. Ook het niveau van de humor in de toneelstukken is niet altijd even hoog. Hieronder volgen enkele typerende typetjes van Plautus:
- De slimme slaaf: volgens historici is de slimme slaaf niet door Plautus bedacht. De slimme slaaf is wel verder uitgewerkt door hem. Door de enerzijds sluwe kant, anderzijds grappige kant van de slaaf, wordt bij het publiek een humoristische reactie opgewekt.
- De verliefde adolescent die het geld van zijn vader uitgeeft alsof het niets is
- De strenge vader
- De parasiet: (παράσιτος, latijn parasitus) de parasiet is het stereotiepe figuur wat allerlei diensten aan zijn meester verleent, in ruil voor een maaltijd. In Plautus' Curculio ('Korenworm') is de titelheld een parasiet.
- De gemene pooier
- De decadente prostituee

## Metriek
Als je kijkt naar de metrische structuur van Plautus’ stukken, valt dit uiteen in gesproken gedeelten, gezongen gedeelten en fluitbegeleidende gereciteerde gedeelten (cantica). In de gesproken gedeelten wordt gebruikgemaakt van iambische en trocheïsche maten: iambische senarius, septenarius en octonarius en trocheïsche septenarius. Met uitzondering van de laatste versvoet, kan ieder andere versregel vervangen worden door tribrachys, spondeüs, anapest, dactylus en proceleusmaticus. Dit komt door de grote vrijheid die de Romeinen zich in hun metrum veroorloven. Dit in tegenstelling tot de Grieken. 
De cantica kun je verdelen in twee groepen. De cantica waarbij een bepaald ritme langere tijd wordt vastgehouden. Een ‘mutalis modis cantica’. Hierbij worden anapesten, cretici en bacchei toegevoegd. Bij de tweede groep bestaan de cantica uit samengestelde versregels, waar dactyli, ionici en choriamben worden toegevoegd.
Aan de stukken waar vooral de muziek in naar voren komt, is te zien dat hij voortbouwt op hetgeen Livius en Naevius eerder hebben gepubliceerd. De grootheid van de prestatie van Plautus in metrisch opzicht is te zien op het bewaarde grafschrift. Hierin staat dat na de dood van Plautus ontzettend veel maten (numeri innumeri) in koor huilden.
Het meest opvallende aan het door Plautus gebruikte metrische stelsel is de iambenverkorting. Dit is bedoeld om het spreken flexibeler te maken.

## Waardering en invloed
De invloed van Plautus is in de Middeleeuwen, toen zijn werk op de Latijnse scholen werd gelezen en vaak ook gespeeld, zeer groot geweest. Typen als de snoevende krijgsman uit zijn Miles Gloriosus handhaafden zich onder andere in de Commedia dell'arte en vanaf de 15e eeuw hebben talrijke auteurs zich door zijn blijspelen laten inspireren: zo vormde Amphitruo het voorbeeld voor Molières Amphytrion (1668), Aulularia voor Molières L'Avare (1668) en voor P.C. Hoofts Warenar (1617), Menaechmi voor Shakespeares Comedy of errors (1592?). In 1966 maakte de Britse regisseur Richard Lester de komische film A Funny Thing happened on the Way to the Forum, die geïnspireerd is door de Mostellaria, de Miles Gloriosus en de Pseudolus.
Behalve als grootste Latijnse komediedichter is Plautus ook van belang omdat zijn werk de voornaamste bron vormt voor de kennis van het archaïsch Latijn.

## Nederlandse vertaling
De twintig bewaarde komedies van Plautus zijn naar het Nederlands omgezet door Jacob Hemelrijk. Zijn metrische, soms berijmde vertalingen verschenen in negen delen bij Phoenix (1964-1969) en zijn nadien in een band verzameld door Ambo Klassiek (1992).